# Переселення поляків з СРСР 1955–1959
Переселення поляків з СРСР 1955—1959 років на територію Польської Народної Республіки — чергова хвиля переселення поляків з СРСР внаслідок «Угоди між ПКНВ і уряду СРСР на польсько-радянському кордоні» від 27 липня 1944 р., рішення якого були підтверджені на Ялтинській конференції (1945 р.), яка визначила, між іншим, межі польсько-радянського кордону.
У попередні роки в СРСР відбулося три великі хвилі переселення поляків:
- 1935—1938 рр.; під час ліквідації польських автономних областей: Мархлевщизни і Дзерджовщини, а також під час польської операції НКВД,
- 1940—1941 рр.; під час чотирьох великих депортаційних акцій поляків (радянські депортації 1939—1941),
- 1944—1946 рр.; переселення поляків з СРСР 1944—1946.

## Розміщення польського населення в СРСР у період, що передував хвилі чергового масового переселення
У 1947—1955 роках польське населення, чисельність якого можна оцінити від кількох сотень тисяч до мільйона осіб, залишалося на території УРСР і опинилося у вкрай скрутному та складному становищі. Позбавлені власної інтелігенції (яка в переважній більшості змушена була виїжджати до нових кордонів Польщі), поляки змушені були стикатися з кривавими конфліктами, що розгорталися в той час на західних територіях СРСР. У 1945—1956 роках у Литовській РСР точилася боротьба між комуністами та литовсько-польським незалежницьким підпіллям, жертвами якої стали від кількох десятків до кількох сотень тисяч осіб — або вбитих у боях, або депортованих до Сибіру.
До початку 1950-х років польські партизанські загони Армії Крайової діяли в Білоруській РСР між Гродно і Новогрудком. Ці групи були пов'язані з такими структурами як Самооборона Волковиська, Самооборона Новогрудка та АК 49/67 в регіоні Щучина та Ліди. Боротьба з ними загострила радянський терор проти осіб польської національності.
Вищезазначені конфлікти накладалися на політику Сталіна, який у 1948—1952 роках продовжував просувати план масової колективізації сільського господарства, що мало вдарити по селянських сім'ях, зокрема польських. Тому в період колективізації цілі польські села з Віленської, Гродненщини, Тернопільщини та інших регіонів, а також поляки, які ще залишилися у Львові, були виселені до Сибіру. Після смерті Сталіна в 1953 році радянський терор дещо послабився і депортованим дозволили повернутися на колишні місця проживання.
Змінилися орієнтири Кремля і щодо польського населення Вільнюського краю. Придушивши опір литовців, радянська влада намагалася знайти противагу литовському населенню в Литовській РСР. Цю роль мало виконувати польське населення. Тому в 1953 році було дозволено організувати польську початкову та середню освіту в цій республіці СРСР. У розпорядження поляків було передано один університет — Вільнюський державний педагогічний інститут. Поляки отримали можливість створювати власні гуртки народної пісні й танцю, аматорський народний театр. Вони також отримали одну газету «Czerwony Sztandar» і право на короткі радіопередачі. Усі ці кроки мали слугувати Кремлю для перемоги польсько-литовських протиріч на власну користь, але слід зазначити, що створювалися умови для відродження польської інтелігенції та польської культури на Віленщині. Це були виняткові умови для республік СРСР, про які не могли мріяти поляки в БРСР чи УРСР, та навіть у самій Литві за межами Вільнюського краю. Однак на відродження польської інтелігенції треба було чекати щонайменше 20 років.

## Друга хвиля переселення польського населення з т. зв. «східних кресів» 1955—1959 рр
У 1955 році, під час «відлиги» після смерті Сталіна, нова правляча партія в СРСР надихнула кампанію за повернення політичних в'язнів, утримуваних у трудових таборах, на батьківщину. Прелюдією до звільнення полонених стала угода 1955 року між Хрущовим і Аденауером про повернення німецьких військовополонених з СРСР. Оскільки акція охопила також ув'язнених поляків, то до кінця 1955 року в межах Польщі опинилося кілька тисяч осіб. Однак комуністичний польський уряд мав на увазі не лише в'язнів, але й населення колишніх т. зв. «східних кресів» міжвоєнної Польщі, яке не було звідти виселене в 1944—1946 роках. Щоб отримати згоду радянської влади на переселення, Владислав Ґомулка та Юзеф Циранкевич 15 листопада 1956 року виїхали до Москви. Їхня діяльність (до кінця 1956 р.) призвела до вивезення до Польщі ще однієї групи з 29 тис. поляків. Остаточна «угода про репатріацію» була укладена 25 березня 1957 року міністрами внутрішніх справ Владиславом Віхою та Миколою Дудоровим. Він передбачав переселення всіх осіб, які мали польське громадянство до 17 вересня 1939 року, а також їхніх дружин і дітей. Наявність такого громадянства треба було довести, однак, що випало на польську сторону. Незважаючи на те, що формально угода була досить добре підготовлена, акція з переселення не пройшла гладко. Не було жодних документів — часто знищених у сталінський період — які б підтверджували польське громадянство. Дуже важко було достукатися до польського населення, розкиданого на прикордонні та в усьому СРСР, і повідомити його про можливість виїзду. Справу також саботував «надзвичайний урядовий уповноважений у справах репатріації» Стефан Калиновський, який, будучи сталінським прокурором, раніше сприяв депортації людей на Схід. Незважаючи на проблеми, що виникли, кількість переміщених осіб з кожним роком зростає:
- У 1955 р. переселено 6 429 осіб,
- у 1956 році — 30 787 осіб,
- у 1957 році — 93 872 осіб,
- у 1958 році — 85 865 осіб,
- в останній рік переселення 1959 — 32 292 осіб.

Загалом у 1955—1959 роках було переселено 245 501 осіб. Лише 22 260 осіб прибуло з таборів і місць поселення в глибині СРСР. Решта прибула з Західної України і Білорусі. З Литовської РСР, і головним чином з Вільнюської області, виїхало 46 552 особи, з Білоруської РСР (колишні Гродненська і Новогрудська землі) — 100 630 осіб, з Української РСР — 76 059 осіб. Переміщених осіб направляли переважно на західні території (наприклад, на Любущину) і працевлаштовували в радгоспах. Після депортацій на території УРСР проживало ще близько 360 тис. поляків (переважно навколо Житомира, Бердичева, Плоскурова). Варто зазначити, що того ж року (1959) радянський перепис зафіксував у Львові 59,1 тис. поляків. Така велика кількість осіб польської національності (незважаючи на репресії та неодноразові виселення поляків з цього міста) була наслідком припливу поляків із провінції та повернення багатьох вигнанців. У Білоруській РСР їх було близько 540 тис., у Литовській РСР — близько 230 тис. (переважно Вільнюська та Гродненська обл.). Під час другої хвилі депортації до ПНР прибуло багато відомих особистостей, зокрема, Чеслав Юліуш Видрицький, пізніше відомий як Чеслав Немен, Лев Ривін, Болеслав Гляйхгевич, Власдислав Козакевич або Олександр Юревич.
З 1958 року, після періоду відносно злагодженої співпраці з «репатріаційними інституціями» ПНР, радянська влада, особливо Білоруської РСР, почала гальмувати процес міграції польського населення на захід, здійснюючи психологічний тиск. на тих, хто бажав піти, і перешкоджав їм це зробити, залякуючи їх. Повторилася ситуація попередньої хвилі переселень 1944—1946 рр.

## Підсумок кількості переселенців СРСР у 1955—1959 рр
| № | Республіка СРСР | Кількість переселенців до ПНР |
| - | --------------- | ----------------------------- |
| 1 | Українська РСР  | 76 059                        |
| 2 | Білоруська РСР  | 100 630                       |
| 3 | Литовська РСР   | 46 552                        |
|   | РАЗОМ           | 223 241                       |

## Віленщина після депортацій
У 1960 році стався черговий поворот у політиці влади СРСР щодо польського населення на Віленщині. Воно зазнало сильного русифікаційно-радянізаційного тиску. Зміна геополітичної ситуації наприкінці 1980-х років поклала край русифікації та радянізації поляків, але й започаткувала активізацію процесів литвинізації в них. У 1988 році в районах з переважанням польського населення було введено наказ вивчати литовську мову.